# Tisíc a jedno dobrodružství
Tisíc a jedno dobrodružství (1955) je kniha českého spisovatele Adolfa Branalda, obsahující čtyři dobrodružné povídky o osudech českých lidí v dalekých krajích, ať již v 19. století v Americe, na ostrovech v Tichém oceánu nebo v indické džungli. Povídky se jmenují:
- Zlaté srdce 1 – S rýčem a lopatou,
- Zlaté srdce 2 – S puškou a šípem,
- Rajské ostrovy,
- Cukrovar v džungli.

## Obsah knihy

### Zlaté srdce 1 – S rýčem a motykou
Příběh je založen na zápiscích českých vystěhovalců do Ameriky v 19. století. S rýčem a motykou přichází roku 1853 na území Indiánů dvanáct českých rodin, aby svou prací získaly z dosud neobdělané půdy obživu a připravili sobě i svým dětem lepší budoucnost. Hlavním hrdinou povídky je tkadlec Martin Ráž, jehož zásluhou pochopí vystěhovalci nešťastný osud Indiánů. Od Čipevejů dostane Martin dostane dokonce přezdívku Zlaté srdce. Pak však dojde ke střetnutí se Siouxy. Martin chce vše vyřídit v klidu a jde k Indiánům neozbrojen. Osadnicí mají o něj strach a dojde k přestřelce, při které je Martin zasažen šípem a umírá.

### Zlaté srdce 2 – S puškou a lasem
Druhá povídka, navazující na předchozí, se odehrává osmnáct let po smrti Martina Ráže. Jejím hlavním hrdinou je Martinův nejmladší syn Leopold Jefferson Ráž, který se rozhodne, že pomstí otcovu smrt. Uteče z domova a stane se vojákem americké armády. Brzy pozná tvrdost vojenského života, který si idealizoval. Roku 1874 se zúčastní potlačení vzpoury Šajenů a roku 1876 tažení proti siouxskému náčelníkovi Sedícímu býkovi, které skončilo zničením 7. kavalérie plukovníka Custera v bitvě u Little Bighornu. Tyto zážitky a následující masakry Indiánů jej natolik změní, že se vrací domů jako mírumilovný člověk se zlatým srdcem.

### Rajské ostrovy
Povídka o Janu Málkovi, který s manželkou a dcerou odplul na Tahiti, protože se domníval, že se tam lépe uživí než doma v Čechách. Příliš se mu však nedaří, neuspěje s pěstováním kukuřice, manioku, kávy a vanilky. Když vytvoří v Papeete kolotoč, zničí mu ho cyklón. Odjede s rodinou na Fidži, odkud jsou vykázáni, protože nemají pracovní povolení. Na Nových Hebridách jsou umístěni do karantény pro podezření z malárie a pak odsunuti na Novou Kaledonii, kde musí Jan Málek pracovat v zinkových dolech. Naštěstí brzy najde práci na dobytkářské farmě, kde se velmi dobře uplatní jako tesař. Dostane proto nabídku dobře placené práce na stavbě hotelu v Nouméi. Pracuje zde jako tesař, truhlář, zedník a nakonec i jako malíř pokojů. Založí si firmu, má spoustu objednávek a vydělá si dost peněz na cestu domů.    

### Cukrovar v džungli
Jde o příběh inženýra Kavána, kterému je dáno za úkol postavit v co nejkratší době cukroval na okraji indické džungle, který si ve Škodových závodech  v Plzni objednal pan Sardar Šamšer Singh z Amritsaru. Po moha problémech (vedro, deště, nemoci) Kaván úkol splní, protože ví, že splněná zakázka přinese další objednávky a tím i práci pro české i indické dělníky.